# Motey-Besuche
Motey-Besuche är en kommun i departementet Haute-Saône i regionen Bourgogne-Franche-Comté i östra Frankrike. Kommunen ligger i kantonen Pesmes som tillhör arrondissementet Vesoul. År 2022 hade Motey-Besuche 92 invånare.

## Befolkningsutveckling
Antalet invånare i kommunen Motey-Besuche
| Referens: INSEE |